# شریعت در نیجریه

استفاده از شریعت در نیجریه: بنفش، شریعت هیچ نقشی در سیستم قضایی ندارد. شریعت فقط در مسائل احوال شخصیه (مانند ازدواج، طلاق، ارث و حضانت فرزند) اعمال می‌شود، اما در غیر این صورت، نظام حقوقی سکولار است. زرد، شریعت به‌طور کامل اعمال می‌شود، از جمله مسائل مربوط به احوال شخصیه و قوانین جزایی.

شریعت در نیجریه (انگلیسی: Sharia in Nigeria) در نیجریه، شریعت به عنوان مجموعه اصلی قانون مدنی و کیفری در دوازده ایالت مسلمان وضع شده‌است. اکثریت ایالت‌ها از سال ۱۹۹۹، زمانی که ایالت زامفارا فرماندار آن زمان احمد ثانی یریما فشار برای نهاد شریعت در سطح دولتی را آغاز کرد. در آن سال «اعلام قانون کامل شرعی» در دوازده ایالت صادر شد و ایالت‌ها مؤسسات حقوقی اسلامی مانند کمیسیون شریعت و کمیسیون زکات و «هیسبا» ایجاد کردند، یعنی «گروهی که توقع دارند فضیلت اسلامی را ترویج کنند و در عین حال از منکر جلوگیری کنند».

## ایالت‌ها
دوازده ایالت از سی و شش ایالت نیجریه، اسلام را به عنوان مذهب غالب دارند. در سال ۱۹۹۹، این ایالت‌ها دادگاه‌های شرعی و دادگاه‌های عرفی را انتخاب کردند.
از سال ۲۰۱۲، ۱۲ ایالت زیر شریعت را وضع کرده‌اند:
- ایالت زامفارا (۲۷ ژانویه ۲۰۰۰)
- کانو (ایالت) (۲۱ ژوئن ۲۰۰۰)
- ایالت سوکوتو
- ایالت کاتسینا
- ایالت باوچی (ژوئن ۲۰۰۱)
- ایالت بورنو
- ایالت جیگاوا
- ایالت کبی
- ایالت یوبه
- ایالت کادونا
- ایالت نیجر (۴ مه ۲۰۰۰)
- ایالت گومبه

## پیشینه
نیجریه کشوری عمدتاً محافظه کار با جمعیتی بیش از ۲۱۶ میلیون نفر دارای بزرگ‌ترین جمعیت در آفریقا است. مردم شمال عمدتاً مسلمان و جنوب عمدتاً مسیحی هستند. شریعت در این منطقه سابقه دیرینه دارد. هنوز پیش از آغاز استعمار بریتانیا در قرن ۱۹، قوانین شریعت در نظام‌های سلطنتی ایالت‌های ایالت سوکوتو و بایالت بورنو تطبیق می‌شد. این قوانین وسیله رفاه و قدرت پنداشته می‌شد و از همین خاطر مثبت ارزیابی می‌گردید. به قول «اتا بارکیندو»، مدیر «مرکز کوکا»، یک نهاد کاتولیکی، «شمال نیجریه (با اعلام قوانین شریعت) می‌خواست جلال و درخشش گذشته خود را دوباره احیا کند». از آن بود که پس از استقلال این کشور در سال ۱۹۶۰، تقاضاها برای اجرای قوانین شریعت وجود داشت. اما چنین چیزی تنها زمانی ممکن گردید که در نیجریه در سال ۱۹۹۹، پس از یک دهه دیکتاتوری نظامی، دوباره یک نظام چند حزبی حاکم شد. در فوریه همان سال اولوسگون اوباسانجو (از سال ۱۹۹۹ تا ۲۰۰۷) به عنوان رئیس‌جمهور کشور انتخاب گردید. اوباسانجوی عیسوی مذهب را نمی‌شد مانند یک رئیس دولت مسلمان متهم ساخت که می‌خواهد کشور را اسلامی بسازد. در نتیجه تصمیم وی مبنی بر عدم مداخله در تطبیق قوانین شریعت، او توانست متحدان جدیدی را در صفوف مسلمانان کشور خود کسب کند.
قوانین اسلامی در نایجریا تا امروز به عنوان «شریعت سیاسی» در این کشور خوانده می‌شوند. والی‌ها با اجرایی ساختن این قوانین به تقاضاهای قبلی رأی دهندگان احتمالی لبیک گفتند. امام لمو می‌گوید: «گاهی سیاستمداران کلمه شریعت را زمانی به کار می‌برند که بدانند اکثریت مسلمانان و همچنان علمای محلی از آنها حمایت می‌کنند.»

## هیسبا
برای ترویج فضیلت اسلامی و ممانعت از منکر، هر یک از دوازده ایالت دارای یک گروه «هیسبا» است، اما هر یک از این هسبه‌ها «یکتا» است.

## همجنسگرایی
در ۳۰ مه ۲۰۱۳ لایحه‌ای در مجلس نیجریه به تصویب رسید که بر اساس این لایحه ازدواج و رابطه همجنسگرایان و عضویت در گروه مدافع حقوق همجنسگرایان یک جرم جنایی محسوب می‌شود.

## کودک همسری
نرخ ازدواج کودکان در نیجریه از بالاترین میزان در قاره آفریقا است. اگرچه قانون فدرال حقوق کودک (CRA، ۲۰۰۳) ازدواج زیر ۱۸ سال را ممنوع می‌کند، قانون اساسی نیجریه حاوی مقرراتی است که به نظر می‌رسد با این موضع در تضاد باشد. کشورهای دارای نظام حقوقی اسلامی هم قانون فدرال و هم ۱۸ سالگی را به عنوان سن بلوغ برای ازدواج قبول نکرده‌اند.
در ایالت کانو قانونگذاری شده توسط شریعت، نرخ ازدواج کودکان از بالاترین میزان در کشور است. در ماه فوریه، مجلس ایالتی کانو (ایالت) به تصویب لایحه حمایت از کودکان رای داد، اما فرماندار عبدالله عمر گاندوجه هنوز با آن موافقت نکرده‌است. در بسیاری از ایالت‌های قانون‌گذاری شده شریعت در نیجریه، ازدواج کودکان به دلایل مذهبی و سنتی توجیه می‌شود و سن بلوغ بر اساس بلوغ است. ازدواج کودکان نیز با نقش‌های نابرابر جنسیتی تقویت می‌شود. دختران دسترسی بسیار کمی به قدرت تصمیم‌گیری، استقلال بدنی یا حقوق دارند. در حالی که برخی از خانواده‌ها با ازدواج دختران خود به دنبال کاهش بار مالی خود بودند، دختران متأهل گفتند که وضعیت اقتصادی آنها پس از ازدواج بدتر شده و آنها فقیر هستند و غذای کافی ندارند. اکثر آنها یا به مدرسه نرفتند یا به دلیل فقر و فشار برای ازدواج از تحصیل کنار گذاشته شدند. آنها اغلب توانایی تصمیم‌گیری در مورد امور مالی را در خانواده خود نداشتند و بیشتر مسئولیت مراقبت از خانه و کار را بر عهده داشتند. در برخی موارد، شوهران آنها از اشتغال پایدار با حقوق جلوگیری می‌کردند.